# Дарабедян, Карен
Карен Дарабедян (арм. Կարեն Դարաբեդյան; род. 18 декабря 1986, Армянская ССР) — армяно-американский боец MMA, представитель лёгкой весовой категории. Выступал на профессиональном уровне в 2006—2017 годах, известен прежде всего по участию в турнирах бойцовской организации World Extreme Cagefighting. Тренер по единоборствам.

## Биография
Карен Дарабедян родился 18 декабря 1986 года в Армянской ССР. Ещё в детстве переехал на постоянное жительство в США.
Увлекался единоборствами с юных лет, сумев проявить себя в разных дисциплинах. В 5 лет начал изучать карате, с 9 лет практиковал тхэквондо — к 18 годам удостоился чёрного пояса в обеих этих дисциплинах. Будучи школьником, также пробовал себя в боксе, кикбоксинге, дзюдо и борьбе. К 16 годам получил чёрный пояс по дзюдо, тогда как в боксе в 18 лет имел на счету 12 любительских боёв — все выиграл. В старшей школе дважды выигрывал чемпионат штата по дзюдо, на национальном уровне становился третьим. Помимо этого, познакомился с грэпплингом, успешно выступил на нескольких крупных турнирах.
Получив разностороннюю подготовку, в середине 2000-х годов Дарабедян успешно дебютировал в смешанных единоборствах, выиграв у своего соперника нокаутом в первом раунде. Осваивал ММА под руководством тренеров Гокора Чивичяна и Джина Лебелла в Hayastan MMA Academy, а также был подопечным тренера Ромы Калантаряна в зале Main Event в Глендейле. Тренировался вместе именитыми соотечественниками Каро Парисяном и Манвелом Гамбуряном. Несмотря на богатую борцовскую подготовку, предпочитал проводить бой в стойке.
В 2009 году отметился победами над такими бойцами как Саад Авад и Тони Фергюсон.
Благодаря череде успешных выступлений привлёк к себе внимание крупного американского промоушена World Extreme Cagefighting и подписал с ним контракт. Дебютировал в клетке WEC в ноябре 2009 года, раздельным решением судей сумел взять верх над бывшим чемпионом организации в лёгкой весовой категории Робом Маккаллохом.
Однако дальнейшая его карьера складывалась не так удачно. Так, в 2010 году на других турнирах WEC он потерпел поражения от Барта Палашевского и Уилла Керра — в обоих случаях попался на рычаг локтя в первом же раунде. Затем на турнире Shark Fights ему должен был противостоять Маркус Хикс, но тот выбыл из-за травмы, и его заменили Дэниелом Страусом. Противостояние между ними продлилось все три раунда, в итоге судьи единогласно отдали победу Страусу.
Ещё в течение нескольких лет Дарабедян дрался в разных менее престижных организациях. В 2016 году встретился с бывшим бойцом UFC Кристосом Гиагосом, проиграл ему техническим нокаутом в первом раунде. Завершил карьеру бойца ММА в 2017 году.
Впоследствии открыл собственный зал единоборств KD MMA в Глендейле, штат Калифорния.